# Италия на летних Олимпийских играх 1964
Италия была представлена на летних Олимпийских играх 1964 года 168 спортсменами (157 мужчин, 11 женщин), выступившими в состязаниях по 18 видам спорта. Итальянская сборная завоевала 27 медалей (10 золотых, 10 серебряных и 7 бронзовых), что вывело её на 5 место в неофициальном командном зачёте.

## Медалисты
| Медаль  | Спортсмен                                                                                            | Вид спорта            | Дисциплина                                  |
| ------- | --- | --------------------- | ------------------------------------------- |
| Золото  | Абдон Памик                                                                                          | Лёгкая атлетика       | Мужчины, ходьба 50 км                       |
| Золото  | Фернандо Атцори                                                                                      | Бокс                  | Мужчины, до 51 кг                           |
| Золото  | Козимо Пинто                                                                                         | Бокс                  | Мужчины, до 81 кг                           |
| Золото  | Марио Занин                                                                                          | Велоспорт             | Мужчины, групповая гонка по шоссе           |
| Золото  | Джованни Петтенелла                                                                                  | Велоспорт             | Мужчины, спринт                             |
| Золото  | Серджо Бьянкетто Анджело Дамиано                                                                     | Велоспорт             | Мужчины, тандем                             |
| Золото  | Мауро Кекколи                                                                                        | Конный спорт          | Троеборье, личное первенство                |
| Золото  | Мауро Кекколи Паоло Анджиони Джузеппе Равано                                                         | Конный спорт          | Троеборье, командное первенство             |
| Золото  | Франко Меникелли                                                                                     | Спортивная гимнастика | Мужчины, вольные упражнения                 |
| Золото  | Эннио Маттарелли                                                                                     | Стрельба              | Мужчины, трап                               |
| Серебро | Ферруччо Манза Северино Андреоли Лучиано Делла Бона Пьетро Гуэрра                                    | Велоспорт             | Мужчины, командная гонка по шоссе           |
| Серебро | Джованни Петтенелла                                                                                  | Велоспорт             | Мужчины, гит 1000 м                         |
| Серебро | Серджо Бьянкетто                                                                                     | Велоспорт             | Мужчины, спринт                             |
| Серебро | Джорджо Урси                                                                                         | Велоспорт             | Мужчины, индивидуальная гонка преследования |
| Серебро | Франко Теста Ченчо Мантовани Карло Ранкати Луиджи Ронкалья                                           | Велоспорт             | Мужчины, командная гонка преследования      |
| Серебро | Клаус Дибиаси                                                                                        | Прыжки в воду         | Мужчины, вышка 10 м                         |
| Серебро | Джованни Баттиста Бреда Джузеппе Дельфино Джанфранко Паолуччи Альберто Пеллегрино Джанлуиджи Саккаро | Фехтование            | Мужчины, шпага, командное первенство        |
| Серебро | Джампаоло Каланкини Владимиро Каларезе Пьерлуиджи Кикка Марио Раваньян Чезаре Сальвадори             | Фехтование            | Мужчины, сабля, командное первенство        |
| Серебро | Франко Меникелли                                                                                     | Спортивная гимнастика | Мужчины, кольца                             |
| Серебро | Ренато Босатта Эмилио Тривини Джузеппе Галанте Франко Де Педрина Джованни Спинола                    | Академическая гребля  | Мужчины, четвёрки распашные с рулевым       |
| Бронза  | Сальваторе Морале                                                                                    | Лёгкая атлетика       | Мужчины, 400 м с барьерами                  |
| Бронза  | Сильвано Бертини                                                                                     | Бокс                  | Мужчины, до 67 кг                           |
| Бронза  | Франко Валле                                                                                         | Бокс                  | Мужчины, до 75 кг                           |
| Бронза  | Джузеппе Рос                                                                                         | Бокс                  | Мужчины, свыше 81 кг                        |
| Бронза  | Пьеро Д'Инцео Раймондо Д'Инцео Грациано Манчинелли                                                   | Конный спорт          | Конкур, командное первенство                |
| Бронза  | Антонелла Раньо                                                                                      | Фехтование            | Женщины, рапира, личное первенство          |
| Бронза  | Франко Меникелли                                                                                     | Спортивная гимнастика | Мужчины, брусья                             |

## Состав и результаты олимпийской сборной Италии

### Конный спорт
Спортсменов — 4

#### Троеборье
| Соревнование              | Спортсмены                                                       | Выездка   | Выездка | Кросс     | Кросс | Конкур    | Конкур | Всего     | Всего |
| Соревнование              | Спортсмены                                                       | Результат | Место   | Результат | Место | Результат | Место  | Результат | Место |
| ------------------------- | ---------------------------------------------------------------- | --------- | ------- | --------- | ----- | --------- | ------ | --------- | ----- |
| индивидуальное первенство | Алессандро Арджентон на Scottie                                  | -59,67    | 21      | -69,20    | 32    | DNF       | DNF    | —         | —     |
| командное первенство      | Мауро Кекколи Паоло Анджони Джузеппе Равано Алессандро Арджентон | -179,00   | 7       | 294,80    | 1     | -20,00    | 3      | 85,80     | 1     |